# Centro acquatico di Deodoro
Il Centro acquatico di Deodoro (in portoghese Centro Aquático de Deodoro) è un impianto sportivo situato nel quartiere Deodoro di Rio de Janeiro, accanto al Centro Nacional de Hóquei, per la pratica del nuoto. Costruito in occasione dei XV Giochi panamericani del 2007, tra il 2014 e il 2016 è stato sottoposto a diversi lavori in previsione dei Giochi Olimpici del 2016 che hanno comportato l'installazione di nuovi spogliatoi e la costruzione di una tribuna per 2 000 spettatori. È stato inaugurato il 10 marzo 2016, con una cerimonia a cui ha preso parte anche il ministro dell'istruzione Aloizio Mercadante.
Nell'agosto del 2016, la struttura ha ospitato la gara di nuoto del pentathlon moderno dei Giochi della XXXI Olimpiade.